# Momenty (album Grzegorza Hyżego)
Momenty – drugi album studyjny Grzegorza Hyżego, którego premiera odbyła się 12 maja 2017 roku. Wydany został nakładem Sony Music. Album dotarł do 6 miejsca zestawienia OLiS i osiągnął status  platynowej płyty. Album promowały cztery single: "Pod wiatr", "O Pani!", "Noc i dzień" oraz "Niech pomyślą, że to ja". Wydawnictwo otrzymało nominację do Fryderyka 2018 w kategorii Album Roku - Pop.

## Lista utworów
| 1.  | „Intro”                   |  |
|     |                           |  |
| 2.  | „Noc i dzień”             |  |
|     |                           |  |
| 3.  | „Jutro jest dziś”         |  |
|     |                           |  |
| 4.  | „O Pani!”[4]              |  |
|     |                           |  |
| 5.  | „Say                      |  |
|     |                           |  |
| 6.  | „Niech pomyślą, że to ja” |  |
|     |                           |  |
| 7.  | „Brak”                    |  |
|     |                           |  |
| 8.  | „Ratuj”                   |  |
|     |                           |  |
| 9.  | „To jeszcze nie koniec”   |  |
|     |                           |  |
| 10. | „Losing game”             |  |
|     |                           |  |
| 11. | „Mayday”                  |  |
|     |                           |  |
| 12. | „Droga”                   |  |
|     |                           |  |
| 13. | „Ocean”                   |  |
|     |                           |  |
| 14. | „Pod wiatr”               |  |
|     | [5]                       |  |

## Pozycja na liście sprzedaży
| Kraj   | Lista sprzedaży (2013)    | Najwyższa pozycja | Certyfikat      | Sprzedaż |
| ------ | ------------------------- | ----------------- | --------------- | -------- |
| Polska | Oficjalna Lista Sprzedaży | 6                 | platynowa płyta | 30 000+  |